# Stefanie Kremser
Stefanie Kremser (Düsseldorf, 6 de desembre de 1967) és una escriptora i guionista alemanya. Nascuda en el si d'una família alemanya-boliviana, va créixer a la ciutat brasilera de São Paulo, on va viure entre els set i vint anys. Va estudiar cinema documental a la Universitat de Televisió i Cinema de Múnic. Escriu guions per a sèries de ficció i documentaris per a la televisió alemanya. Des del 2013 viu a Barcelona. Parla portuguès, castellà, alemany, anglès i català.

## Obra publicada

### Novel·les
- Si aquest carrer fos meu, Edicions de 1984 (2020) ISBN 978-84-16987-63-4[1][3]

- El dia que vaig aprendre a volar, Edicions de 1984 (2016) ISBN 978-84-15835-71-4[1]
- Postkarte aus Copacabana, Piper Verlag 2000. Traduïda al català com a Postal de Copacabana per Ramon Farrés amb Club Editor (2007) ISBN 978-84-7329-124-8[1]
- Die toten Gassen von Barcelona, Kiepenheuer und Witsch Verlag 2011. Traduïda al català com a Carrer dels oblidats per Ignasi Pàmies amb Empúries (2012) ISBN 978-84-9787-798-5.
- Der Tag, an dem ich fliegen lernte, Kiepenheuer und Witsch Verlag 2014. Traduïda al català com a El dia que vaig aprendre a volar per Anna Punsoda amb Edicions de 1984 (2016).

### Guions
- 2002: Wolf im Schafspelz, sota la direcció de Filippos Tsitos (BR)
- 2009: Schreibe mir - Postkarten nach Copacabana, sota la direcció de Thomas Kronthaler (BR/Avista Film/Pegaso Producciones)
- 2007: Kleine Herzen, sota la direcció de Filippos Tsitos (BR)
- 2004: Sechs zum Essen, sota la direcció de Filippos Tsitos (BR)
- 2010: Unsterblich schön, sota la direcció de Filippos Tsitos (BR)

### Documentals
- 1990: San Paolo e la Tarantola (amb Edoardo Winspeare, HFF)
- 1993: Ode an São Paulo, (BR/HFF)